# Tetracnemoidea secunda
Tetracnemoidea secunda är en stekelart som först beskrevs av Girault 1915.  Tetracnemoidea secunda ingår i släktet Tetracnemoidea och familjen sköldlussteklar. Inga underarter finns listade i Catalogue of Life.